# Azomonas
Azomonas es un género de bacterias del orden Pseudomonadales.
Los representantes de este género típicamente poseen motilidad, son de morfología oval a esférica (cocos) y secretan grandes cantidades de polisacárido extracelular.
Se distinguen de los representantes del género Azotobacter por su incapacidad para formar quistes, pero, al igual que las bacterias de aquel género, son capaces de fijar nitrógeno bajo condiciones aeróbicas.

## Especies
- Azomonas agilis
- Azomonas insignis
- Azomonas macrocytogenes[1]